# Shivalinga
Shivalinga è un film del 2016 diretto da P. Vasu.
Pellicola horror indiana in lingua kannada.

## Produzione

### Cast
- Shiva Rajkumar nel ruolo di Shiva CBI Officer
- Vedhika nel ruolo di Satyabhama alias Satya
- Shakthi Vasudevan nel ruolo di Raheem
- Vaishali Deepak nel ruolo di Sangeetha
- Sadhu Kokila anel ruolo del ladro che diventa un servo di casa
- Urvashi nel ruolo della madre Anusooya di Shiva
- Ashok nel ruolo del padre Vishwanath di Satya
- Vinaya Prasad nel ruolo della madre di Satya
- Avinash nel ruolo di Krishna Bhatta
- K. S. Sridhar nel ruolo del padre Kareem di Raheem
- Edakallugudda Chandrashekhar
- Pradeep Rawat nel ruolo di Baba in Darga
- Malavika Avinash nel ruolo del commissario di polizia
- Bharath Kalyan nel ruolo dello psichiatrico Dr. Surya

## Colonna sonora
1. Ramya NSK – Betegaara – 3:27
2. Karthik, Vani Harikrishna – Bombe – 3:52
3. Tippu, Megha – Do Something – 4:05
4. Javed Ali, Archana Ravi – Upakaara – 4:28
5. Vijay Prakash – Yethara Yethara – 4:35

## Accoglienza

### Incassi
Il film, a 100 giorni dall'uscita, ha superato i ₹35 crore in India.

## Remake
Nel maggio 2016, il regista decise di produrre un remake del film in Tamil Nadu con lo stesso nome. In questa versione appaiono Raghava Lawrence e Ritika Singh.